# Хайде в кухнята
Хайде в кухнята е български телевизионен канал, разпространяван в мрежата на Булсатком. Излъчва предимно кулинарни предавания в периода 2015 – 2020 г. Каналът за кратко бива закрит поради ниска гледаемост, както и заради проблем на собствениците на канала и тези на оператора. От 2022 г. каналът започва да се излъчва от оператора Поларис Медия.